# Andrea Schwartz
Andrea Schwartz (Winnipeg, 12 giugno 1977) è un'ex nuotatrice canadese.
Specializzata nello stile libero e nella farfalla, ha partecipato alle Olimpiadi di Atlanta 1996. In questa occasione finisce 15ª nei 200 farfalla e 20ª nei 400 sl.
Con la staffetta 4x200 sl giunge invece quinta con Marianne Limpert, Shannon Shakespeare e Jessica Deglau.